# Čadca
Čadca (in tedesco Tschadsa, in ungherese Csaca, in polacco Czadca) è una città della Slovacchia, capoluogo del distretto omonimo, nella regione di Žilina, geograficamente vicina alla Polonia e alla Repubblica Ceca. Fa parte della regione storica di Kysuce. Minoranze goral vivono nei dintorni.
La città fu fondata nel XVI secolo, i primi riscontri documentali risalgono al 1565.